# Nilea valens
Nilea valens är en tvåvingeart som först beskrevs av Aldrich och Herbert John Webber 1924.  Nilea valens ingår i släktet Nilea och familjen parasitflugor. Inga underarter finns listade i Catalogue of Life.